# Skämmerskans dotter
Skämmerskans dotter (danska: Skammerens datter) är en dansk fantasyfilm från 2015, som regisserades av Kenneth Kainz. Filmen bygger på Lene Kaaberbøls bok med samma namn från 2000, som har översatts till flera språk och tidigare uppförts som musikal. Manuset skrevs av den Oscar-belönade danska manusförfattaren Anders Thomas Jensen. Filmen hade en budget på runt 50 miljoner kronor och rättigheterna ägs av Nepenthe Film. Huvudrollen som Dina Tonerre spelades av Rebecca Emilie Sattrup, och rollen som Drakan av Peter Plaugborg. Av andra medverkande kan nämnas Søren Malling, Jakob Oftebro, Maria Bonnevie och Stina Ekblad.
Filmen hade dansk premiär 26 mars 2015, och mottogs med övervägande positiv respons från kritiker. Särskilt de visuella effekterna i filmen pekades ut som bra, medan karaktärernas brist på djup kritiserades. Filmen nominerades till elva Robertpriser i februari 2016 och vann fem, bland annat priset för årets barn- och familjefilm.
Den följdes av Ormens gåva 2019.

## Handling

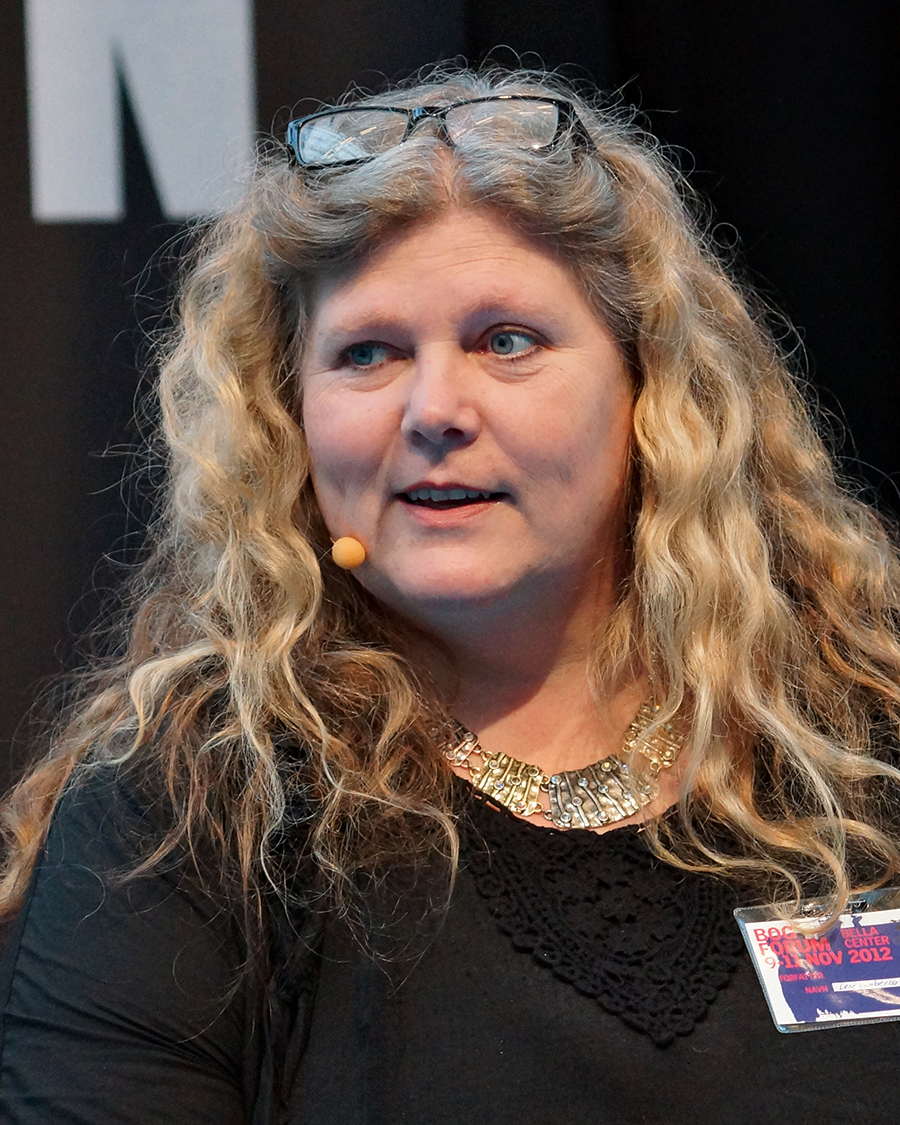
Lene Kaaberbøl har skrivit den ursprungliga boken Skämmerskans dotter (2000).

Dina Tonerre (Rebecca Emilie Sattrup) har liksom sin mamma Melussina (Maria Bonnevie) fötts med förmågan att se andra människors skam när de ser henne i ögonen. I kraft av sitt yrke som skämmare kallas Dinas mamma till staden Dunark, där hon ska bedöma om furstens son Nico (Jakob Oftebro) har slagit ihjäl sin familj. Hon förklarar honom oskyldig, men Nicos halvbroder Drakan (Peter Plaugborg) är inte nöjd och hämtar också in Dina till staden, där även hon förklarar Nico oskyldig. Drakan försöker härnäst att döda Dina och ge Nico skulden. Nico och Dina lyckas båda rymma ner i drakgården, där en drake biter Dina, och Nico lyckas föra henne i säkerhet, medan hon insjuknar av det giftiga drakbettet.

## Rollista
- Rebecca Emilie Sattrup — Dina
- Petra Maria Scott Nielsen — Rosa
- Peter Plaugborg — Drakan

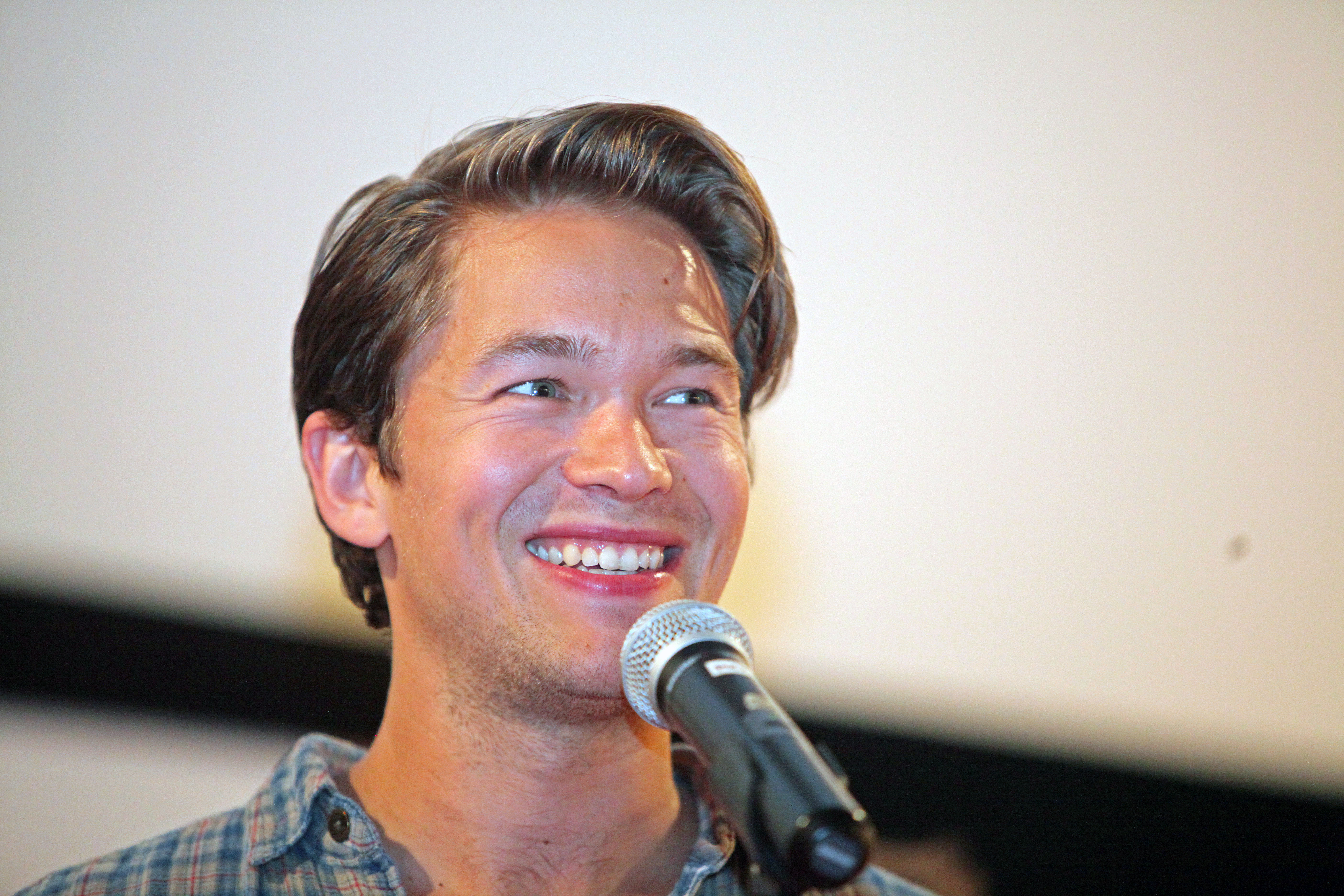
Jakob Oftebro spelar rollen som Nicodemus med smeknamnet Nico i filmen.

- Maria Bonnevie — Melussina (Dinas mamma)
- Søren Malling — vapenmästaren
- Roland Kvarnar — Hannes, vapenmästarens assistent
- Jakob Oftebro — Nicodemus Ravens (Nico)
- Stina Ekblad — Dama Lizea
- Allan Hyde — Davin
- Laura Bro — fru Petri
- Olaf Johannessen — mästare Maunus
- Jóhann G. Jóhansson — Dres
- Adam Eld Rohweder — Aun
- Selma Iljazovski — Melli

## Produktion

### Rollsättning
Redan 2004 vände sig Nepenthe Film till Kaaberbøl för att få filmrätterna till Skämmerskans dotter.
Rollsättningen av huvudrollsinnehavarna pågick i mars 2013, där omkring 4‌‌‍‍ 000 ansökningar gicks igenom. Av hänsyn till flickorna publicerades inte huvudrollsinnehavarna Dinas och Rosas namn förrän inspelningarna av filmen hade avslutats. I maj 2014 framkom det efter längre tid av hemlighetsmakeri att Dina spelades av den 12-årige Rebecca Emilie Sattrup. Hon hade bland annat tagit ridlektioner och behövt klippa sitt hår, då hon skulle klä ut sig till kille i filmen. Dessutom hade hon utfört en del av sina egna stunts. Sattrup ansökte om rollen efter att ha läst boken, som hon fick av sin mamma som hade köpt den i en bokhandel där en kvinna hade sagt till henne: "Du ska köpa den här boken. Den vill förändra din dotters liv." Särskilt hennes ögon var en bidragande faktor till att hon valdes till rollen, då skämmerskans dotters ögon har en central roll i handlingen.

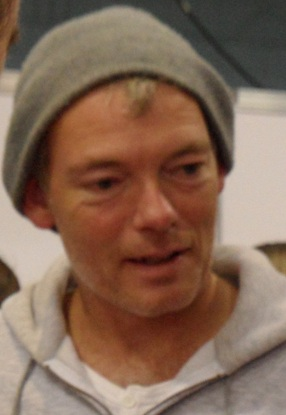
Søren Malling, som spelar vapenmästaren, fick ändra sitt utseende mycket i förhållanden till tidigare roller.

Peter Plaugborg, som spelar den huvudsakliga antagonisten, furst Drakan, uttalade sig att även om skurkar ofta är svårare att identifiera sig med som skådespelare, så var Drakan "fantastiskt spännande att spela". Søren Malling fick rollen som furst Drakans andra hand, vapenmästaren. Till rollen önskade Malling att ändra sitt utseende radikalt, då han ofta har fått framträda på samma sätt i sina tidigare roller, och han såg därför en anledning till att ändra denna bild markant, då han blev erbjuden rollen. Han rakades skallig, fick ett ärr och skägg. Om rollen uttalade han sig att det måste vara "förfriskande för publik att se ett annat visuellt uttryck än den han de var vana vid att se på teve eller på bio".
Maria Bonnevie, som spelar Dinas mamma Melissa, blev mamma knappt två år innan inspelningarna och hade på grund av det tackat nej till flera teater- och filmroller, men hon tackade ja till Skämmerskans dotter, då hon är en stor fan av fantasygenren, och hon uttalade sig att det var fanns något "storlaget över det här universumet." Roland Kvarnar, som spelar vapenmästarens assistent Hannes, tränade med svärd för att kunde utföra fäktningsscenerna i filmen.

### Inspelning
Större delen av filminspelningarna gjordes i Tjeckien och flera produktionsmöten hölls i Prag. De första inspelningarna inleddes i februari 2014, medan utomhusscenerna spelades in våren 2014 i Barrandov-området i utkanten av Prag, där fler än 100 statister medverkade. Prag valdes bland annat eftersom delar av staden kunde användas rakt av, att det redan fanns en borg och eftersom statister är betydligt billigare i Tjeckien. Några inspelningar skedde på Island. Inspelningarna i Prag avslutades i slutet av april. Inspelningsplatser i olika länder användes för att minsta mängden datorgenererade bilder i produktionen.

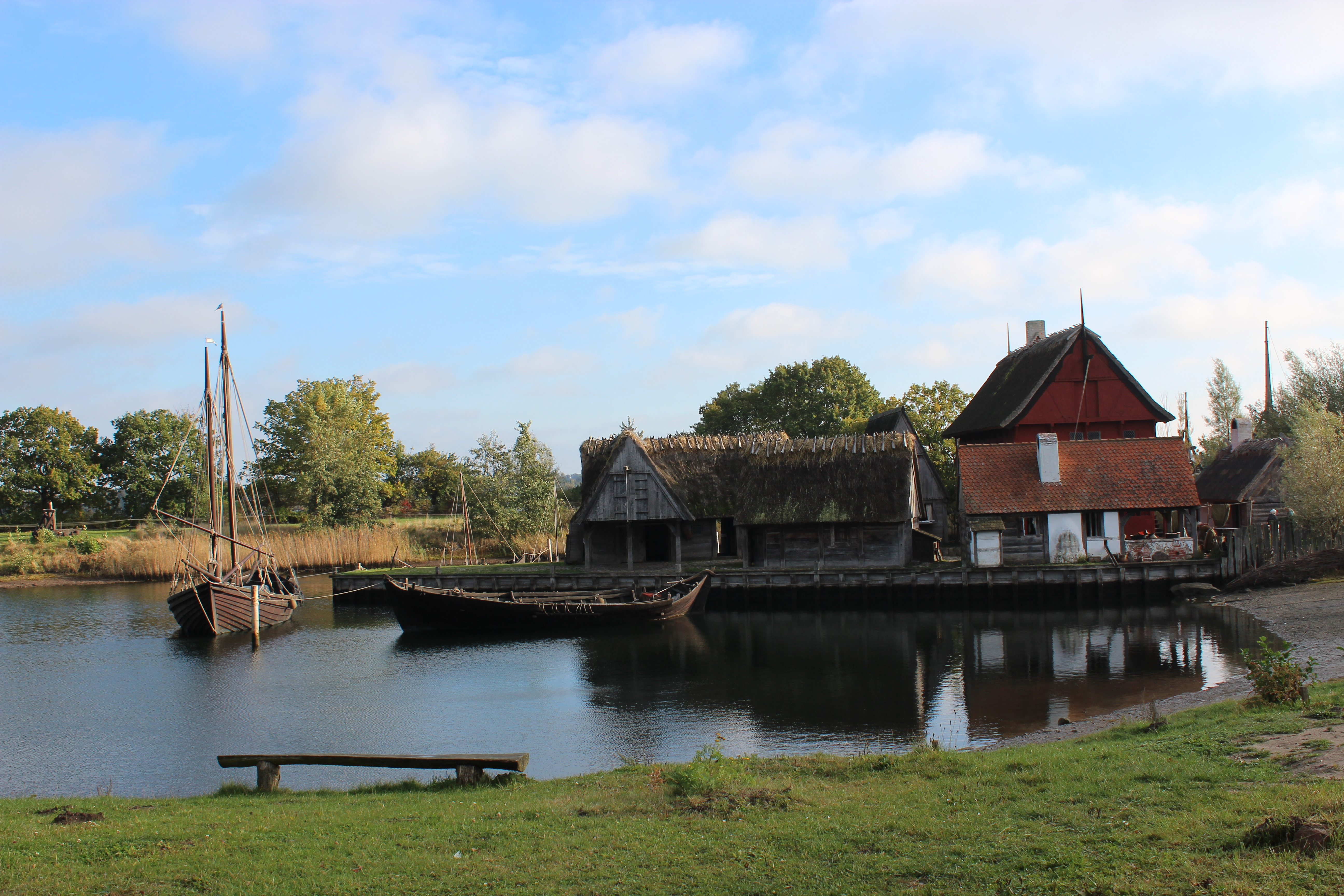
Medeltidscentret i Nykøbing Falster, där en del av ljudspåret spelades in.

Drakarna framställdes digitalt i Norge och stridsscenerna med dem spelades in med skådespelare som framförde sina roller framför en blue screen. Hösten 2014 spelades delar av filmens ljudspår in på Medeltidscentret i Nykøbing Falster då statisterna i Tjeckien inte kunde prata danska.
Enligt Lene Kaaberbøl fick hon "gåshud och tårar i ögonen", då hon spelade in några av de sista scenerna i filmen.
Filmen fick bland annat stöd från Danska Filminstitutet, Nordisk Film, Nordisk Film & TV Fond och Danmarks Radio.
Musiken spelades in i Prag med en symfoniorkester. Den danska medeltidsgruppen Virelai spelade  in musik till slutscenen av filmen tillsammans med symfoniorkestern.

## Utgivning
Den första trailern offentliggjordes på Extra Bladets hemsida 6 november 2014 i fem timmar. Den 20 november blev trailern allmänt tillgänglig på bland andra Kino.dk och Danska Filminstitutets hemsida. Trailern mottogs positivt  och Kim Kastrup från Extra Bladet skrev att filmen "ser extremt lovande ut med en trovärdig medeltidsatmosfär, otrolig tjusiga bilder, imponerande hästscener, eld och mörker och en stor hotande borg samt riddare med livsfarliga svärd. Det ser verkligen ut som att det finns  något att se fram emot till för både barn och vuxna."
Jan Lehmann från Nordisk Film Distribution sa detta om trailern "Med offentliggörandet av de första bilderna inleder vi en kampanj, som ska dra in danskarna i ett både dramatiskt och medryckande universum."

## Mottagande

### Inkomster
Filmen tjänade in knappt 3 miljoner danska kronor under premiärhelgen och avslutade med att tjäna omkring 15 miljoner danska kronor i Danmark. Utomlands distribuerades filmen i Österrike, Norge, Island, Tyskland, Thailand, Turkiet och Förenade arabemiraten, där den sammanlagd tjänade in omkring 1,35 miljoner danska kronor.
Skämmerskans dotter var den mest sedda biofilmen i Danmark perioden 26-29 mars och den tredje mest sedda mellan 9 och 12 april. Filmen var den näst mest sedda biofilmen mellan 16 och 19 april och den femte mest sedda mellan 23 och 26 april. Under det första kvartalet hade filmen sålt 125 440 biljetter och var därmed den sjunde mest sedda filmen under den perioden. Filmen sålde fler än 225 000 biobiljetter i Danmark.

### Recensioner
Politikens recensent Kim Skotte gav filmen 3 av 6 hjärtan och hängde upp sig på att filmen hade för högt tempo så att karaktärerna inte utvecklades på rätt sätt. Jyllands Posten gav också 3 av 6 stjärnor.
Filmmagasinet Ekos recensent gav filmen 4 av 6 stjärnor, och skrev att filmen hade ett "skör, läcker fantasy-look", men sammanfattade liksom Skotte att karaktärerna saknade djup. Recensenten skrev också att det var "fantasy på internationell nivå" Soundvenue gav också filmen 4 av 6 och konstaterade att den var visuellt bra gjord. Dock var Rebecca Emilie Sattrups prestation inte alltid helt övertygande enligt denna recensent. Berlingske Tidende gav filmen 4 av 6 stjärnor och kallade den "ambitiös, tjusig, spännande och välspelad", men beklagade att speltiden var nerkortad till en och en halv timme, och kommenterade liksom andra medier att karaktärerna och universumet saknade djup. Sattrup blev till däremot rosad som en vällyckad rollsättning.
Både BT och Extra Bladet gav filmen 5 av 6 stjärnor. De sistnämnda skrev bland annat om effekterna att "Drakarna har inga vingar och spottar inte eld, men de verkar väldigt realistiska". Recensenten noterade att inledningen var lite trög och klumpig, men att särskilt i mötet mellan Sattrups Dina och Scotts karaktär Rosa "uppstår magiska ögonblick". Likaledes blev Plaugborg och Ekblads prestationer rosade. BT:s Niels Lind Larsen skrev att det var "en stor och fängslande film han har skapat, i ett högt tempo med massor av höjdpunkter."

### Priser
Filmen nominerades till elva Robertpriser 2016 och var därmed den näst mest nominerade filmen vid årets prisutdelning. Filmen avslutade med att vinna priset för bästa barn- och familjefilm, bästa adapterade manuset (Anders Thomas Jensen), bästa kostymer (Kicki Ilander), bästa musik (Jeppe Kaas) och bästa visuella effekter (Martin Madsen och Morten Jacobsen).
Vid barnfilmsfestivalen Giffoni Film Festival i Italien vann Skämmerskans dotter andraplatsen i kategorin "Bästa barnfilm för 10-12-åringar". Priset delades eftersom runt 800 barn, som hade sett filmen under festivalen, röstade på den.
På Fantasia Internationell Film Festival, som hålls varje år i Montreal i Kanada, mottog filmen brons i publikprisets kategori "Film från Europa, Nordamerika eller Sydamerika" vid utdelningen 2015. Samma år fick den också förstaplats i den belgiska filmfestivalen Filem'on, utvald av barnjuryn.

## Fortsättning
Sattrup hade redan i mars 2015 skrivit på kontrakt för att göra en fortsättning av filmen, Skämmerskans dotter 2: Ormens gåva som bygger på boken Ormens gåva från 2001.